# Phlugis bimaculata
Phlugis bimaculata är en insektsart som beskrevs av Nickle 2003. Phlugis bimaculata ingår i släktet Phlugis och familjen vårtbitare. Inga underarter finns listade i Catalogue of Life.